# Jorge Arturo Augustin Medina Estévez
Jorge Arturo Augustin Medina Estévez, čilenski rimskokatoliški duhovnik, škof in kardinal, * 23. december 1926, Santiago de Chile, † 3. oktober 2021, Santiago de Chile

## Življenjepis
12. junija 1954 je prejel duhovniško posvečenje.
18. decembra 1984 je bil imenovan za pomožnega škofa Rancague in za naslovnega škofa Tibilisa; 6. januarja 1985 je prejel škofovsko posvečenje.
25. novembra 1987 je postal škof Rancague in 16. aprila 1993 je postal škof Valparaíse; s slednjega položaja je odstopil 21. junija 1996, saj je bil istega dne imenovan za proprefekta Kongregacije za bogoslužje in disciplino zakramentov.
21. februarja 1998 je bil povzdignjen v kardinala in imenovan za kardinal-diakona S. Saba; 23. februarja istega leta je postal prefekt iste kongregacije. Upokojil se je 1. oktobra 2002.